# Бихово (Нижньосілезьке воєводство)
Бихово (пол. Bychowo) — село в Польщі, у гміні Жміґруд Тшебницького повіту Нижньосілезького воєводства.
Населення — 386 осіб (2011).
У 1975-1998 роках село належало до Вроцлавського воєводства.

## Демографія
Демографічна структура станом на 31 березня 2011 року:
|          | Загалом | Допрацездатний вік | Працездатний вік | Постпрацездатний вік |
| -------- | ------- | ------------------ | ---------------- | -------------------- |
| Чоловіки | 187     | 27                 | 134              | 26                   |
| Жінки    | 199     | 43                 | 111              | 45                   |
| Разом    | 386     | 70                 | 245              | 71                   |